# 348 May
348 May (mednarodno ime je tudi 348 May) je asteroid tipa X (po SMASS) v glavnem asteroidnem pasu. 

## Odkritje
Asteroid je odkril francoski astronom Auguste Charlois ( 1864 – 1910) 28. novembra 1892 v Nici.. 
Ime ima verjetno po nemškem pisatelju Karlu Mayu .

## Značilnosti
Asteroid May obkroži Sonce v 5,12 letih. Njegova tirnica ima izsrednost 0,069, nagnjena pa je za 9,765° proti ekliptiki. Njegov premer je 82,82 km, okoli svoje osi se zavrti v 7,385 h .